# أنيق ولائق
أنيق ولائق، (بالإنجليزية: Trim and Fit)‏، اختصاره (TAF)، وهو عبارة عن برنامج لتخفيض الوزن، استهدف السمنة لدى الأطفال، في مدارس سنغافورة، بين عامي 1992، و2007. 
تم تعريف التلاميذ في إطار البرنامج: حول التغذية، ومراقبة السعرات الحرارية، كما شاركوا في تمارين، وأنشطه بدنيه، شديدة.

## نظرة عامة
بشكل عام.. نجح البرنامج في خفض معدل السمنة بين أطفال المدارس من 14 ٪ إلى 9.8 ٪ بحلول عام 2002. 
ومع ذلك.. فقد أثر على نفسية المشاركين الذين تعرضوا لتشويه السمعة، وفي بعض الحالات، تم تشخيص إصابتهم باضطرابات الأكل.
منذ ذلك الحين.. تم استبدال برنامج (TAF) بإطار الصحة الشاملة (HHF) الذي يشمل جميع أطفال المدارس.

## البرنامج
تم تقديم برنامج (TAF)، إلى المدارس في عام 1992، كجزء من الحملة الوطنية لنمط حياة صحي، كان ذلك نتيجة لاستعراض الخطة الصحية، من قبل اللجنة الوطنية عام 1991 . 
كان يتعين على الطلاب، الذين تتراوح أعمارهم بين (9 سنوات، والتعليم ما قبل الجامعي)، الخضوع لقياسات مؤشر كتلة الجسم السنوية، واختبار جائزة اللياقة البدنية الوطنية (اختبار لياقة مماثل لاختبار الكفاءة البدنية الفردية للجنود الوطنيين). 
كان عدد سكان البلاد في ذلك الوقت، يظهر زيادة في السمنة، التي أصبحت مرتبطة بالمشاكل الصحية، وفقدان اليد العاملة للمجندين الذكور، في الخدمة الوطنية، مما تسبب في اعتبار الكثير من المجندين، غير لائقين للنشر في الخدمة القتالية.
واعتبر المراقبون البرنامج تدبيرا بحيث يتطلب من الطلاب الذين يعانون من زيادة الوزن الخضوع لتمارين مكثفة إضافية أو أنشطة بدنية لمدة ساعة ونصف على الأقل في الأسبوع. 
تم تنظيم هذه الأنشطة.. أثناء فترة الاستراحة أو في بعض الأحيان تم تخصيصها قبل أو بعد الدروس وفقًا لتقدير المدارس. 
كما تم إصدارها مع «النقد من السعرات الحرارية» - كوبونات الحصص الغذائية التي لا يمكن شراء أكثر من عدد معين من السعرات الحرارية واستهلاكها في استراحة - . كانت كمية السعرات الحرارية متناسبة عكسيا مع معدل السمنة لدى الطفل. تمت إحالة الأطفال الذين تجاوزوا 160٪ من مؤشر كتلة الجسم المثالي إلى مجلس تعزيز الصحة لإجراء المتابعة.
كان التأثير المباشر لبرنامج (TAF)، هو تخفيض معدل السمنة لدى أطفال المدارس من 14 ٪ إلى 9.8 ٪ بحلول عام 2002. قام خبراء الصحة العامة في جميع أنحاء العالم بتقييم نموذج TAF لإمكانية تكراره في جميع أنحاء العالم.
تم إتباع نهج العصا والجزرة للضغط على المدارس لتحقيق أهداف اللياقة البدنية والسمنة التي وضعتها الوزارة.
منحت الوزارة الحوافز النقدية للمدارس التي تجاوزت أهداف اللياقة البدنية والتي خلقت استراتيجيات جديدة للحفاظ على مستويات السمنة لدى الطلاب.. وكان على المدارس التي فشلت مواجهة جلسات «التشاور» مع مسؤولي الوزارة. كما تم تصنيف المدارس سنويًا بناءً على مدى تحقيق الأهداف على المستوى الوطني. مُنحت المدارس سلطة تقديرية واسعة في تحديد كيفية تنفيذ TAF، مما أدى إلى أن بعض المدارس بدا كأنها تمارس التمييز العنصري - على سبيل المثال -، حيث تم فصل طاولات الأطفال العادية عن طاولات الأطفال زائدي الوزن.

## عوامل نفسية
تم التأكيد على الدافع النفسي وضغط الأقران في تنفيذ البرنامج، والذي شكل الجزء الأكبر من الانتقادات للبرنامج باعتباره غير حساس وقاسي. وأفاد العديد من المشاركين في البرنامج عن تجارب تشويه السمعة والإغاظة والتوتر الفسيولوجي وانخفاض احترام الذات؛ لأنهم وجدوا أنفسهم يعانون من السمنة المفرطة.  كما تم الإشارة بسرعة إلى أن اسم البرنامج يحتوي على دلالة سلبية، حيث كان اختصاره (FAT)على الرغم من هذه الانتقادات، أصر مسؤولو التعليم باستمرار على أن البرنامج لم يكن خارجًا لتشويه سمعة الأطفال الذين يعانون من زيادة الوزن. 

في عام 2005، ربطت جامعة سنغافورة الوطنية دراسة شملت 4004 تلميذة شاركت في TAF بزيادة في اضطرابات الأكل. ووجدت أن الفتيات كن أكثر عرضة للاضطرابات حيث ساءت علاقتهن مع والديهن وأصدقائهن الإناث وترتبط النتائج بدراسة أجريت في مستشفى سنغافورة العام التي صدرت قبل أسبوع والتي وجدت أن حالات فقدان الشهية العصبي والشره المرضي زادت ستة أضعاف من عام 1994 إلى عام 2002. فرفضت وزارة التعليم بسرعة هذه النتائج. وادعى TAF انه لم يكن عاملا في زيادة فقدان الشهية.
بعد ذلك بعامين، في عام 2007، قررت وزارة التعليم استبدال TAF بالإطار الصحي الشامل (HHF) والذي يهدف إلى ضمان اللياقة والصحة لجميع أطفال المدارس.